# راتب التقاعد
راتب التقاعد (بالإنجليزية: Pension)‏ هو أداة استثمارية توفر دخل لشخص عندما يبلغ سنا معينة، أو بسبب تقاعده من العمل. الهدف من التقاعد هو توفير ضمان مالي للفرد وعائلته. في معظم الحالات، راتب التقاعد مضمون حتى وفاة الشخص. وإن كان متزوجاً، تُدَّفَعُ نسبة منه إلى المنتفع بعد وفاة الشخص.
لكي يكون الشخص مؤهل للحصول على التقاعد، يجب أن يشترك في خطة تقاعد. هذه يتم توفيرها من قبل الشركات، الحكومات أو شركات التأمين. التقاعدات تسبب عبء كبير على الشركات أو الحكومات التي وعدت بتوفيرها. مثلاً، شركة General Motors تدفع 9 مليار دولار سنوياً. أحياناً يستطيع الفرد أن يكون خطة تقاعد لنفسه عبر توظيف رأس مال واستعمال الايراد ليكون راتب التقاعد.

## أنواع التقاعدات

### التقاعد التقليدي
معظم التقاعدات يتم دفعها بشكل ثابت وبانتظام لشخص عندما يبلغ سنا معينة سن التقاعد (عادة 65 عام). يتم دفع التقاعد حتى وفاة الشخص.

### تقاعد معدل مع التضخم
لأن التقاعد التقليدي يوفر نفس الدخل لمدة قد تصل إلى 30 عاماً، قيمة التقاعد تقل وقدرة الشراء تضعف مع مر السنين. لهذا السبب هناك فئات توفر تقاعدات تعدل سنوياً عادة. أحياناً، يربط التقاعد مع مؤشر أسعار المستهلك أو (بالإنجليزية مؤشر أسعار المستهلك). أحياناً أخرى يتم الاتفاق مع النقابات (بعد انتهاء مدة العقد مع الشركة) على تعديل متفق عليه.

### تقاعد مبكر
أحياناً كثيرة يسمح للأفراد التقاعد قبل سن التقاعد التقليدي. لكي تستطيع الشركات أو الفئات تمويل الكلفة الزائدة، يخفض التقاعد بنسبة تسمى فاعل التقاعد المبكر أو (بالإنجليزية (Early Retirement Factor (ERF).

### التقاعد الملحق
بعض الشركات توفر ملحق إضافي إلى التقاعد التقليدي (خاصة في الدول المتقدمة). الملحق هو عبارة عن مبلغ إضافي ولكن موءقت. عادة يتم دفعه حتى يشجع الموظفين المتقدمين في العمر (عادة يحصلون على رواتب عالية نسبة للموظفين الجدد) إلى التقاعد مبكراً. يتم دفع الملحق حتى سن التقاعد التقليدي وبعدها يتوقف.

### تقاعد المعاقين
إذا تضرر أحد الموظفين وأصبح غير قادر على العمل، يحصل على تقاعد فور اعاقته ولا يخفض بسبب ابتداءه قبل سن التقاعد التقليدي. قد يضاف ملحق إلى التقاعد ولكن الملحق يتوقف في سن التقاعد التقليدي.

### تقاعد المنتفع
من حق الشخص إضافة منتفع إلى التقاعد. المنتفع عادة يكون الزوج أو الزوجة ولكن ممكن إن يكون أحد الأبناء. بعد وفاة الشخص، يتم دفع نسبة من التقاعد (عادة %50) إلى المنتفع. يستمر هذا التقاعد حتى وفاة المنتفع.
لكي تستطيع الشركات أو الفئات تمويل الكلفة الزائدة، يخفض التقاعد بنسبة تعتمد على اعمار الشخص والمنتفع. كلما كان المنتفع أحدث في السن، تزداد النسبة التي يخفض بها التقاعد.
للتقليل من الاحتيال أو التزوير، يجب على الزوج والزوجة أن يكونا متزوجان لأكثر من سنة حتى يكون المنتفع مؤهل إلى التقاعد.

## أنظمة التقاعدات

### مقدمة
توفير التقاعدات مسؤولية كبيرة وهي عاتق كبير على الشركات. هناك عدة وسائل لتوفير التقاعدات.
وتشجع الحكومات الشركات حتى توفر تقاعدات للموظفين فتقدم لها حوافز ضريبية. ولكن على الشركات إثبات قدرتها على تمويل صندوق التقاعدات سنوياً.
لقد أصبحت الاحالة المبكرة إلى التقاعد حلم عدد كبير من العاملين والموظفين حول العالم مؤخرا، خاصة عند هؤلاء الناجحين في عملهم والذين جمعوا ما يكفيهم من الأموال وأرباب عملهم يشجعونهم على مثل هذه الخطوة.
ولكن، هنالك أيضا من يلجأ إلى الإحالة المبكرة إلى التقاعد بمرارة ورغماً عنهم، كهؤلاء الذين تم طردهم من العمل وهم في الخمسينات وغير قادرين على ايجاد مكان عمل بديل.
غرامات على سحب الأمول مبكراً:
من يقوم بسحب الأموال من الصناديق الخاضعة للضريبة قبل جيل 59،5 سنة يضطر إلى دفع ليس فقط ضريبة دخل على المبالغ المسحوبة، بل غرامة سحب مبكر تصل نسبتها 10% من توزيعاتهم المستقبلية.
على سبيل المثال: تم طرد سام من العمل في جيل 53 سنة. لم يبق خيار امام سام سوى سحب 20،000 دولار من صندوق الضمان الاجتماعي لتغطية مصاريفه الحياتية اليومية. يتحتم على سام دفع: 4% غرامة، 10% غرامة سحب مبكر و 25% ضريبة دخل. باختصار، سيدفع سام ما مجموعه 7،800 دولار أي ما يقارب 40% من المبلغ المسحوب.
اذا، الاحالة المبكرة إلى التقاعد قد تضر بمستوى الحياة خلال السنوات بعد التقاعد وتكون ناجحة فقط عند هؤلاء الذين يتقاضون دخل عالي ويخططون احتياجاتهم المستقبلية بدقة.
المصدر: موقع نقودي
1. ↑  The GM Pension Plan: A $100 Billion Problem Swept Under the Rug - CBS News نسخة محفوظة 13 يونيو 2009 على موقع واي باك مشين.
2. ↑  "Pension Gains for Current, Future Retirees - UAW/Ford Hourly Contract 2007" [en]. مؤرشف من الأصل في 2010-01-15. اطلع عليه بتاريخ 2020-01-24.
3. ↑  Nuqudy.com نسخة محفوظة 2010-12-24 على موقع واي باك مشين.

### تقاعد محدد
التقاعد يحسب عبر معادلة محددة ولا يتأثر بتمويل الشركة أو حالتها الاقتصادية. المسؤولية الكاملة تقع على عاتق الشركات حتى توفر التقاعد المتفق عليه.
المعادلة عادة تحتسب حسب عدد سنين العمل ضرب نسبة من معدل المرتب في أخر 3 أو 5 سنين. أحياناً أخرى تحتسب حسب عدد سنين العمل ضرب نسبة متفق عليها.
شركات كثيرة في أمريكا الشمالية حاولت أن تتخلص من هذا النظام، ولكن النقابات حاربت هذه المحاولات لانها تزيل المسؤولية عن الموظفين وتوفر تقاعد ثابت.

### مساهمة محددة
في هذا النظام، الشركة تستثمر نسبة محددة على حساب الموظف. الشركة ليست مسؤولة عن أداء هذه الاستثمارات في البورصة. أيضاً، الشركة تعرف مقدماً تكلفة توفير التقاعدات. أما في نظام التقاعد المحدد، الشركة تتكهن ايرادات استثماراتها في المستقبل.
هذا النظام يضع الموظف في خطر اضمحلال تقاعده في المستقبل إذا خسرت الاستثمارات، وخاصة إن الشركة هي التي توظف الاستثمارات.
يسمح للموظف في بعض الأحيان أن يساهم أيضاً في تمويل تقاعده.

### معادلة المساهمة
شركات كثيرة تشجع الموظفين بأن يوفروا ويستثمروا شخصياً للتقاعد، فيعادلوا مساهمة الموظف إلى حد من المرتب. بعدها، يمكن للشركة أن توفر نسبة أخرى إلى حد أخر من المرتب.
لا يستطيع الموظف سحب استثماره حتى تقاعده.

#### مثال
موظف مرتبه 100,000.
الشركة تعادل إلى %4 من المرتب. بعدها تساهم %50 إلى %2 زيادة من المرتب. بعدها تساهم %25 إلى %2 زيادة من المرتب.
يساهم الموظف 7,000 (%7 من المرتب).
الشركة تساهم 4,000 إلى استثمار الموظف إلى أول %4.
بعدها تساهم %50 من 2,000 إلى ثاني %2 --> إي 1,000.
بعدها تساهم %25 من بقية ال1,000 --> إي 250.
> الشركة تساهم 5,250 إلى استثمار الموظف.